# Zofiabaatar
Zofiabaatar Bakker & Carpenter, 1990 è un genere di mammiferi estinti i cui resti fossili provengono dagli strati databili al Giurassico superiore del Nord America. Questi piccoli erbivori vissero durante l'era dei dinosauri. Gli Zofiabaatar sono membri dell'ordine dei multitubercolati e del sottordine 'plagiaulacida' (famiglia Zofiabaataridae). Sono quindi alcuni tra i più antichi rappresentanti dell'ordine.

## Sistematica
Il genere Zofiabaatar fu classificato da Bakker e Carpenter nel 1990 sulla base dei ritrovamenti fossili rinvenuti negli strati della Formazione Morrison nel Wyoming (USA) presenti nella zona stratigrafica 6 della Formazione Morrison.

## Descrizione
La specie Zofiabaatar pulcher era lunga pressappoco 30 centimetri, e doveva essere un animale piuttosto specializzato giudicando dalla dentatura, che è l'unica parte anatomica pervenutaci.
Si differenzia dagli Allodontidae avendo un P4 distintivamente più lungo del P3 e condivide questa caratteristica e la struttura complessiva dei premolari con i Plagiaulacidae. Differisce dagli Allodontidae e dai Plagiaulacidae per avere un m1 con un paio di cuspidi in due file, e dai Plagiaulacidae e dagli Eobaataridae nel possedere dei cuspidi del molare inferiore nettamente separati (non fusi). Zofiabaatar si discosta da tutti i “plagiaulacida” di cui si conosca la dentatura, per avere il condilo mandibolare rivolto in alto, piuttosto che posteriormente, caratteristica condivisa dai più evoluti Djadochtatherioidea e Taeniolabidoidea. Zofiabaatar si diversifica dagli altri generi di “plagiaulacidi”per la fossa pterigoidea fortemente allargata. Queste ultime caratteristiche potrebbero essere generiche, piuttosto che una prerogativa della famiglia.

## Tassonomia
Sottoclasse  †Allotheria Marsh, 1880
- Ordine †Multituberculata Cope, 1884:
  - Sottordine †Plagiaulacida Simpson, 1925
    - Ramo Allodontidae
      - Famiglia †Zofiabaataridae Bakker, 1992
        - Genere †Zofiabaatar Bakker & Carpenter, 1990
          - Specie †Z. pulcher Bakker & Carpenter, 1990